# Řády, vyznamenání a medaile Kamerunu

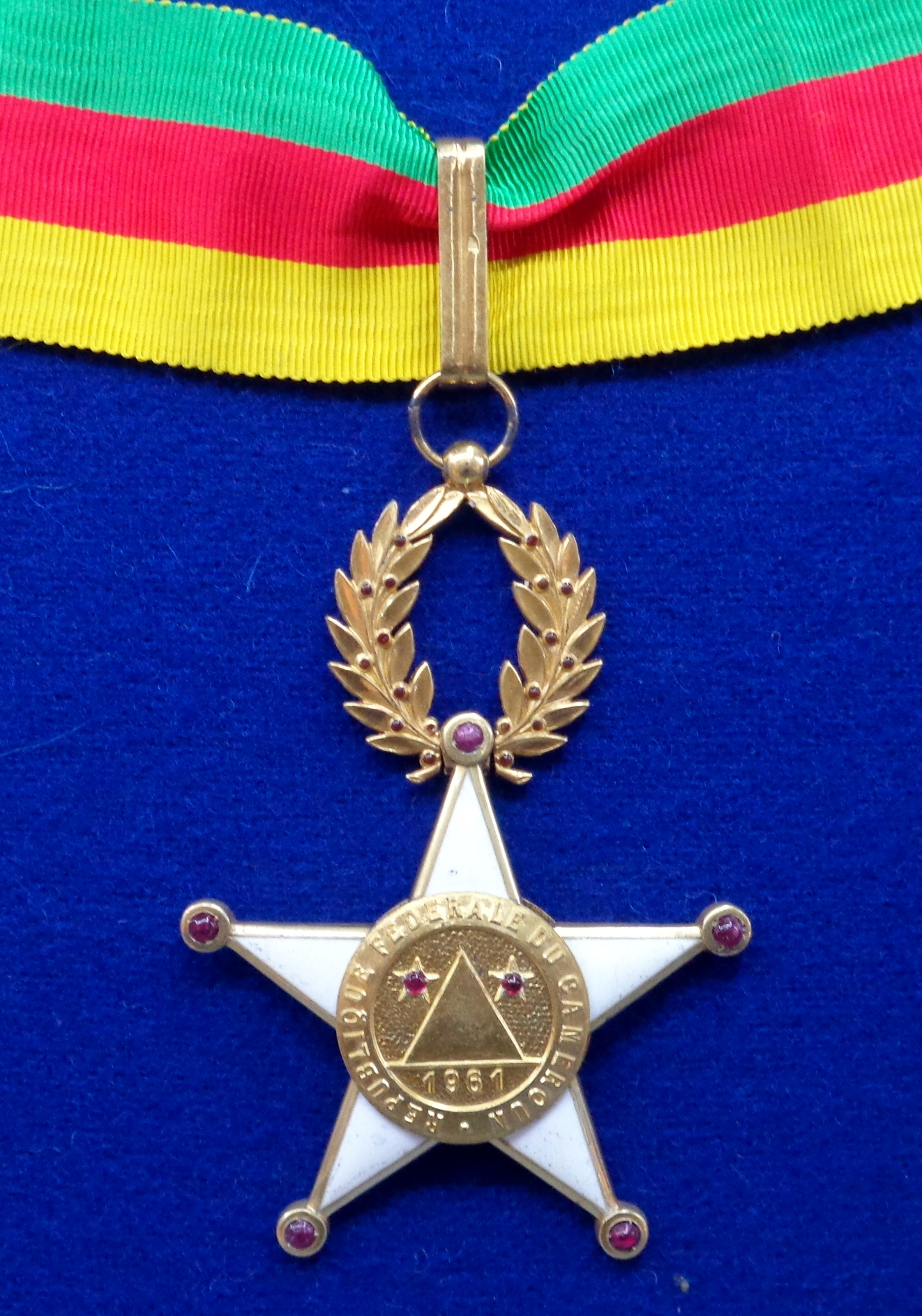
Řád za chrabrost, třída komandéra

Státní vyznamenání Kamerunu zahrnují následující řády a medaile:

## Řády
- Řád za chrabrost (Ordre de la Valeur) byl založen roku 1957. Udílen je občanům Kamerunu a cizím hlavám států za služby státu.[1]
- Řád za zásluhy (Ordre du Mérite Camerounais) byl založen dne 24. dubna 1924 a do roku 1960 byl francouzským koloniální vyznamenáním.[2] Udílen je občanům Kamerunu i cizincům žijícím v Kamerunu pět a více let za zásluhy v oblasti zemědělství, chovu zvířat, obchodu, umění, průmyslu a vojenství.
- Řád za zásluhy v zemědělství (Ordre du Mérite Agricole) je udílen občanům Kamerunu i cizincům za přínos pro zemědělství.[3]
- Řád za sportovní zásluhy (Ordre du Mérite Sportif) byl založen dne 20. května 1970. Udílen je občanům Kamerunu i cizincům za přínos k rozvoji sportu a za sportovní úspěchy.[4]

## Medaile
- Medaile za odvahu (Médaille de la Vaillance) byla založena zákonem č. 72/24 ze dne 30. listopadu 1972. Udílena je příslušníkům vojenských a bezpečnostních sil za statečnost ve službě.[5][6]
- Medaile práce (Médaile du Travail) byla založena zákonem č. 72/24 ze dne 30. listopadu 1972. Udílena je za pracovní zásluhy.[6][7]
- Medaile veřejné moci (Médaille de la Force Publique) byla založena zákonem č. 72/24 ze dne 30. listopadu 1972. Udílena je příslušníkům vojenských a bezpečnostních sil za deset let příkladné služby.[8][6]